# Rhynchitomacer nitidus
Rhynchitomacer nitidus là một loài bọ cánh cứng trong họ Nemonychidae. Loài này được Kuschel miêu tả khoa học đầu tiên năm 1959.